# Sagamihara
Sagamihara (相模原市 -shi) é uma cidade japonesa localizada na província de Kanagawa.
Em 2003 a cidade tinha uma população estimada em 620 086 habitantes e uma densidade populacional de 6 858,60 h/km². Tem uma área total de 90,41 km².
Recebeu o estatuto de cidade a 20 de Novembro de 1954.

## Cidades-irmãs
- Toronto, Canadá (1998)
- Trail, Canadá (1991)
- Wuxi, China (1985)